# Noordzeebekken
Het Noordzeebekken is het sedimentaire bekken van de Noordzee. Behalve de Noordzee zelf behoren ook aanliggende kustgebieden tot het bekken, waaronder delen van Engeland, Vlaanderen, Nederland en Denemarken. In de ondergrond van het bekken bevinden zich diverse inactieve slenken, die samen een aulacogen vormen, een inactief geworden rift.

## Tektonische structuur
De tektonische structuren werden ontdekt in de jaren zestig, toen geologen bij hun speurtocht naar oliehoudende gesteenten onder de Noordzee een slenk en een uitgebreide reeks breuken ontdekten.
Het gaat hier om slenken, ontstaan door oprekking (extensie) van de aardkorst, toen een blok tussen twee afschuivingsbreuken omlaag zakte. De slenk onder de Noordzee dateert uit het Jura, ongeveer 200 miljoen jaar geleden, toen het supercontinent Pangea in stukken begon te breken; daarbij openden zich zowel de Atlantische Oceaan als de Noordzee. Hij ligt over een complexe reeks oudere breuken heen, die al zo'n 50 miljoen jaar eerder ontstonden.
Deze structuren worden thans seismisch onderzocht om meer inzicht te krijgen in de wijze waarop continenten uiteendrijven en aardolie zich ophoopt in dalende bekkens tussen afschuivingen, zoals het Noordzeebekken.